# AlphaDream
AlphaDream Corporation, Ltd. (株式会社アルファドリーム Kabushikigaisha ArufaDorīmu?) was een Japanse videospelontwikkelaar opgericht in 2000 door Tetsuo Mizuno in: Tokio, Japan. Eerder werkzaam onder de naam Alpha Star. In samenwerking met Nintendo, heeft het software gemaakt voor de Game Boy Color, Game Boy Advance, Nintendo DS en Nintendo 3DS. Het personeelsbestand van het bedrijf bestaat onder andere uit prominente ontwikkelaars van Square, zoals Chihiro Fujioka. op 1 oktober 2019 werd bekend dat het bedrijf failliet is verklaard.

## Geschiedenis
AlphaDream is opgericht op 12 januari 2000. Ze waren eerder bekend onder de naam Alpha Star. Meerdere werknemers waren bekende ontwikkelaars van Square. Ze zijn vooral bekend van hun RPG's, de meest bekende serie is Mario and Luigi series voor de Game Boy Advance, Nintendo DS en de Nintendo 3DS.

## Ontwikkelde software

### Game Boy Colour
- Koto Battle: Tengai no Moribito ( Alleen in Japan uitgekomen)

### Game Boy Advance
- Tomato Adventure (Alleen in Japan uitgekomen; geassisteerd door Graphic Research)
- Mario & Luigi: Superstar Saga
- Hamtaro: Rainbow Rescue (Alleen in Japan en Europa uitgekomen)
- Hamtaro: Ham-Ham Games

### Nintendo DS
- Mario & Luigi: Partners in Time
- Hamtaro Ham-Ham Challenge
- Tottoko Hamutaro Haai! Hamu-Chans no Hamu Hamu Challenge! Atsumare Haai! (Alleen in Japan)
- Mario & Luigi: Bowser's Inside Story
- PostPet DS (Alleen in Japan uitgekomen)

### Nintendo 3DS
- Mario & Luigi: Dream Team Bros.
- Mario & Luigi: Paper Jam Bros.
- Mario & Luigi: Superstar Saga + Bowser's Onderdanen
- Mario & Luigi: Bowser's Inside Story + Bowser jr.'s journey